# Zekerheidseffect
Het zekerheidseffect is het psychologische effect dat optreedt bij het nemen van een beslissing, wanneer er een keuze gemaakt moet worden tussen iets dat zeker is en iets dat een hoge waarschijnlijkheid heeft. Het verschijnsel is een onderdeel van de vooruitzichttheorie. Het zekerheidseffect is een van de verbeteringen van de vooruitzichttheorie in vergelijking met de klassieke verwachtenutshypothese.
Mensen hebben de neiging om hun keuze niet te maken op basis van logica of statistiek, maar op basis van intuïtie. Neemt de kans op een gebeurtenis toe van 95% naar 100% (van zeer waarschijnlijk tot zeker), dan wordt daar meer waarde aan gehecht dan wanneer de kans toeneemt van 50% naar 55% (van mogelijk naar een heel klein beetje meer mogelijk). Dit komt doordat mensen geneigd zijn om risico's te vermijden als het gaat om winst maken, en om risico's op te zoeken als het gaat om verliezen. Het verschil tussen de kans op de gebeurtenis met een hoge waarschijnlijkheid en de kans op de zekere gebeurtenis wordt daarbij overgewaardeerd. Het zekerheidseffect is daarmee een cognitieve vervorming bij het nemen van een beslissing onder onzekerheid.
Twee voorbeelden ter illustratie:
- Bij potentiële winst is men geneigd om risico's te mijden. Men kiest eerder voor een kleinere winst als die zeker is, dan de káns hebben op een grotere winst.[1]
- Bij potentieel verlies is men echter geneigd om grotere risico's te nemen. Als men nog hoop ziet, loopt men liever het risico om de problemen nog groter te maken, dan om een verlies te accepteren.

## Mogelijkheidseffect
Een omgekeerd effect is het mogelijkheidseffect. Dit heeft betrekking op de overwaardering van zeer onwaarschijnlijke gebeurtenissen. Neemt de kans op een gebeurtenis toe van 0% naar 5% (van onmogelijk tot mogelijk), dan wordt daar meer waarde aan gehecht dan wanneer de kans toeneemt van 50% naar 55% (van mogelijk naar een beetje meer mogelijk). En om de kans op een catastrofe (bijvoorbeeld een reactorongeval of een amputatie) omlaag te brengen van 5% naar 0% (oftewel volledig uit te sluiten) zal men waarschijnlijk meer investeren dan voor de kansreductie van 10% naar 5%.
Net als bij het zekerheidseffect is het mogelijkheidseffect afhankelijk van winst en verlies, maar dan omgekeerd: 
- Bij potentiële winst is men geneigd om risico's te nemen. Loterijen spelen in op dit effect. Wie een lot koopt, maakt kans op de hoofdprijs, ofschoon die zeer klein is.[2]
- Bij potentieel verlies is men juist geneigd om risico's te vermijden. Verzekeringen spelen bijvoorbeeld in op dit gedrag. Wie zich verzekert, dekt zich in tegen een situatie, hoe klein de kans ook is dat deze situatie ooit zal optreden.[2]

## Experiment van Tversky en Kahneman
Om dit zekerheidseffect aan te tonen, voerden de wetenschappers Amos Tversky en Daniel Kahneman in 1986 bij een testgroep twee experimenten uit:
Eerst lieten ze de testpersonen een keuze maken tussen de zekerheid op een geldbedrag, en de onzekerheid op een hoger geldbedrag.
- A. de zekerheid op 30 euro winst
- B. 80% kans op 45 euro winst en 20% kans op niets

Daarna lieten ze de testpersonen kiezen uit een onzekerheid op een geldbedrag, en een grotere onzekerheid op een hoger geldbedrag.
- C. 25% kans op 30 euro, en 75% kans op niets
- D. 20% kans op 45 euro, en 80% kans op niets

Optie B leverde in potentie netto meer op dan optie A (45x80%=36 euro tegenover 30x100%=30 euro). Toch koos 78% van de deelnemers voor optie A, en slechts 22% voor optie B. Optie D leverde in potentie netto meer op dan optie C (45x20%= 9 euro tegenover 30x 25%=7,50 euro). Hier koos 42% van de deelnemers voor optie C, en 58% voor optie D. Uit deze testresultaten concludeerden Tversky en Kahneman dat wanneer men kan kiezen tussen zekerheid en onzekerheid, men meer geneigd is tot het kiezen voor zekerheid. Wanneer men echter enkel kan kiezen tussen onzekerheden, dan is men blijkbaar meer geneigd tot het maken van een logische afweging.